# Асгат (сомон)
46°21′53″ пн. ш. 113°34′44″ сх. д. / 46.36472° пн. ш. 113.57889° сх. д.
Асгат (монг. Асгат) — сомон Сухе-Баторського аймаку Монголії, колишня назва Іх Уул. Територія 7198 кв.км, населення 2,3 тис. чол. В основному живуть дарьганга. Центр — селище Улаандел розташований на відстані 45 км від Баруун-Урт та 600 км від Улан-Батора.

## Соціальна сфера
Є школа, лікарня, культурний та торговельно-обслуговуючий центри.